# Chiesa di San Giuseppe (Viggiù)
La chiesa di San Giuseppe è la parrocchiale di Baraggia, frazione di Viggiù, in provincia di Varese e arcidiocesi di Milano; fa parte del decanato della Valceresio.

## Storia
Dopo le missioni popolari tenutesi nel gennaio 1928, venne presa la decisione di edificare una chiesa a servizio degli abitanti di Baraggia, che allora dipendevano spiritualmente dalle parrocchie di Santo Stefano a Viggiù e dei Santi Pietro e Paolo a Clivio. Il 12 ottobre di quell'anno il prevosto di Arcisate benedì la prima pietra del nuovo edificio, il cui progetto fu realizzato dall'architetto Ugo Zanchetta.
Nell'aprile 1931 cominciò la costruzione della chiesa, che fu benedetta il 22 novembre seguente. Nel 1937 furono realizzati la sacrestia, il campanile e il concerto di campane.
L'11 febbraio 1959 l'arcivescovo di Milano Giovanni Battista Montini decretò la nascita della parrocchia di San Giuseppe con il territorio ricavato da quella di Santo Stefano a Viggiù; la parrocchia appartenne da allora al vicariato foraneo di Arcisate, denominato poi decanato della Valceresio nel 1979.

## Descrizione

### Interno
Al suo interno, a pianta longitudinale ad unica navata, è da segnalare, nella cappella dell'altare maggiore, una tela del noto pittore viggiutese (attivo nel Novecento) Antonio Piatti, raffigurante San Giuseppe; sempre del Piatti è la tela raffigurante Sant'Antonio abate, che si trova nella cappella sul lato sinistro della chiesa.

### Esterno
Ha un aspetto essenziale, nella semplice facciata e nello slanciato campanile. 